# Annemarie von Harlem
Annemarie von Harlem (* 5. September 1894 in Rostock; † 15. März 1983 in Bonn) war eine Politikerin (CDU) und Abgeordnete des Landtags von Mecklenburg-Vorpommern.

## Ausbildung und Beruf
Annemarie von Harlem wurde am 15. September 1894 in Rostock in einem evangelischen Elternhaus geboren. Ihr Vater war der Geheime Kammerrat Georg von Harlem (1866–1918), tätig in großherzoglichen Diensten in Schwerin und ihre Mutter Annemarie Witte (1870–1947), Tochter des Rostocker Fabrikanten Friedrich Witte. Sie besuchte die Lewinskische Höhere Mädchenschule und von 1911 bis 1913 das städtische Oberlyzeum Schwerin. Am 16. Februar 1915 erlangte sie am Gymnasium in Güstrow das Reifezeugnis. Sie studierte vier Semester Deutsch, klassische Philosophie und Geschichte in München. Daraufhin vertrat sie ab 1917 für anderthalb Jahre einen in den Krieg eingezogenen Oberlehrer an der städtischen Studienanstalt in Schwerin. Anschließend setzte von Harlem ihr Studium in Rostock fort, wo sie sich am 28. April 1919 für Germanistik immatrikulierte. Während ihres Studiums engagierte sich von Harlem gesellschaftlich. So war sie Gründungsvorsitzende der Literarischen Vereinigung an der Universität Rostock, welche von 1919 bis 1926 existierte. Ebenso war sie 1919 Mitglied der Vereinigung für Hochschulreform und Beisitzer in deren Vorstand. Im Sommersemester 1920 war sie in Heidelberg eingeschrieben, nahm aber gleichfalls eine Hauslehrerstelle in Helsingfors (Finnland) an, wo sie bereits an ihrer Doktorarbeit arbeitete. Diese Stelle behielt sie, auch als sie zwischen dem 4. Mai 1921 und dem 16. März 1922 ihr Germanistikstudium in Rostock fortsetzte. Nach dem Studium arbeitete sie als Lehrerin und wurde Oberstudiendirektorin. 1922 promovierte sie mit ihrer Dissertationsschrift „Herders Lehre vom Volksgeist. Ausgangspunkte, begrifflicher Inhalt und Anwendung auf Geschichte, Sprache und Literatur“ zum Dr. Phil. Prüfungsfächer daneben waren Latein und Neuere Geschichte. Ab dem Sommersemester (1. April) 1942 wirkte von Harlem, die hauptberuflich als Studienrätin tätig war, an der Universität Rostock als Finnisch-Lektorin, wozu sie neben der Sprachausbildung auch Seminare und Vorlesungen über Geschichte, soziale Gesetzgebung sowie Sitten und Gebräuche des Landes anbot. Nach 1945 lehrte sie zunächst weiter an der Universität, wurde dann aber Rektorin am Rostocker Lyzeum.

## Politik
Annemarie von Harlem war nach 1945 in der Rostocker Stadtverordnetenversammlung aktiv.
Sie gehörte 1945 zu den Gründern der CDU in Mecklenburg-Vorpommern.
Bei den Landtagswahlen in der SBZ 1946 wurde sie für die CDU in den Landtag von Mecklenburg-Vorpommern gewählt. Im Landtag war sie als 2. Schriftführerin Mitglied des Präsidiums.
Im Mai 1947 wurde sie als Beisitzerin in den Landesvorstand der CDU gewählt.
Sie widersetzte sich dem zunehmenden Druck zur Gleichschaltung durch die SED. Mit der Absetzung des demokratisch gewählten CDU-Parteivorstandes am 20. Dezember 1947 durch die Besatzungsbehörden entfiel auch für Frau von Harlem die Basis einer selbstbestimmten politischen Arbeit. Sie schied am 6. September 1948 aus dem Landtag aus und floh anschließend in den Westen nach Bielefeld. Ihre Aufgabe im Landtag übernahm Willy Ruthenberg.

## Weiterer Werdegang
Nach ihrer Übersiedlung war von Harlem an der Deutschen Schule in Helsinki beschäftigt. 1951 wurde sie als Legationsrätin in den Auswärtigen Dienst der Bundesrepublik übernommen und arbeitete bis 1954 in der Zentralabteilung. Danach war von Harlem bis 1959 in der Handelsvertretung in Helsinki tätig. Nach Beginn ihres Ruhestandes 1959 betreute sie noch bis 1963, innerhalb des damaligen Referates 601, das „Gästeprogramm des Bundesregierung“.
Ihre Berufstätigkeit beendete Annemarie von Harlem als Konsulin Erster Klasse.
Von Harlem war nach ihrer Dienstzeit in Finnland noch einige Jahre am sprachwissenschaftlichen Institut der Uni Bonn als Finnisch-Lehrerin tätig.

## Werke
- Übersetzung: Eino Jutikkala, Kauko Pirinen: Geschichte Finnlands (= Kröners Taschenausgabe. Band 365). Kröner, Stuttgart 1964, DNB 452274133.

## Ehrungen
Annemarie von Harlem war Inhaberin des Verdienstkreuzes Erster Klasse des Verdienstordens der Bundesrepublik Deutschland.